# シュヴェート条約
シュヴェート条約（シュヴェートじょうやく、英語: Treaty of Schwedt）は大北方戦争中の1713年10月6日、シュヴェートで締結されたロシア・ツァーリ国とブランデンブルク＝プロイセンの間の条約。スウェーデン領ポンメルン南部、ペーネ川までの地域はロシアに占領されたが、ブランデンブルク＝プロイセンに譲られ、代わりにロシアによるスウェーデン領イングリア、エストニア、カレリア併合が認められ、ブランデンブルク＝プロイセンからロシアへ40万ターラーが支払われる。スウェーデン領ポンメルン南部はその帰属が平和条約で正式に決定されるまで、ブランデンブルク＝プロイセンが暫定的に管理する。